# M-Plant
M-Plant est un label techno fondé en 1994 par Robert Hood à Détroit. 

## Discographie partielle
- MP301 - Robert Hood - The Protein Valve (12")
- MP302 - Robert Hood - Internal Empire (12")
- MP303 - The Memory Foundation - Untitled (12")
- MP304 - Robert Hood - Moveable Parts Chapter 1 (12")
- MP305 - Dean & Deluca - Chapter 1 (12")
- MP306 - Robert Hood - The Pace / Wandering Endlessly (12")
- MP307-1 - Robert Hood - Moveable Parts Chapter 2 (12", Ltd)
- MP307-2 - Robert Hood - Moveable Parts Chapter 2 - The Puppet Master (2x12")
- MP308 - Monobox - Realm (12")
- MP309 - Robert Hood - All Day Long (12")
- MP310 - The Memory Foundation - Your Last Chance (12")
- MP311 - Monobox - Downtown (12")
- MP312 - Robert Hood - Stereotype  (12")
- MP313 - Robert Hood - Underestimated (12")
- MP314 - Sterac - Skreel-Ah / Nemec (12")
- MP315 - Robert Hood - Minimal Nation (2x12")

## Divisions du label M-Plant
- Drama
- Duet